# Stephan Auer (Fußballspieler)
Stephan Auer (* 11. Jänner 1991 in Wien) ist ein österreichischer Fußballspieler auf der Position eines Abwehrspielers.

## Karriere
Auer begann seine Karriere in der Jugendabteilung der SV Schwechat, wo er 1997 mit dem Fußballspielen begann. 2002 wechselte er in die Akademie des FC Admira Wacker Mödling und blieb dort bis 2009. In jenem Jahr wurde er in den Kader der zweiten Mannschaft aufgenommen und gab sein Debüt in der Regionalliga Ost am 13. November 2009 gegen den FAC Team für Wien, als er in der 83. Minute für Markus Lackner eingewechselt wurde. Daraufhin entwickelte sich der Außenverteidiger zum Stammspieler der Amateure und kam auf neun weitere Einsätze. In der darauffolgenden Saison wurde Auer bereits 23 Mal eingesetzt und konnte gegen die Austria Amateure und den SC Columbia Floridsdorf einen Treffer erzielen. 
Nachdem die Admira den Aufstieg in die Bundesliga geschafft hatte, wurde er von Dietmar Kühbauer in den Kader der ersten Mannschaft geholt und pendelte nun zwischen Bundesliga und Regionalliga Ost. Sein Debüt in der höchsten österreichischen Spielklasse gab Auer am 27. November 2011 gegen den damals amtierenden Meister SK Sturm Graz, als er in der 75. Minute für Andreas Schrott eingewechselt wurde. Das Spiel in der UPC-Arena ging 1:3 verloren. Sein erstes Spiel von Beginn an bestritt er eine Woche darauf beim Heimspiel gegen die SV Ried, welches 1:1 unentschieden endete.
Am 1. Juni 2015 wurde bekannt, dass der Abwehrspieler für die kommenden drei Spielzeiten zum SK Rapid Wien wechselt. Nach fünf Jahren bei Rapid, in denen er 101 Bundesligaspiele absolvierte, verließ er den Verein nach dem Auslaufen seines Vertrages nach der Saison 2019/20. Daraufhin kehrte er im September 2020 zur Admira zurück, bei der er einen bis Juni 2022 laufenden Vertrag erhielt. In eineinhalb Jahren kam er bei seinem zweiten Engagement zu 24 Bundesligaeinsätzen. Nachdem Andreas Herzog den Trainerposten übernommen hatte, war Auer jedoch zumeist nur noch Ersatz oder wurde durch Verletzungen gebremst. Nachdem er bis zur Winterpause nur 68 Minuten in der Liga absolviert hatte, wurde sein Vertrag im Jänner 2022 aufgelöst. Tags nach seiner Vertragsauflösung wechselte er zum Regionalligisten First Vienna FC. Für die Vienna kam er bis zum Ende der Saison 2021/22 zu zwölf Einsätzen in der Ostliga. Mit den Wienern stieg er zu Saisonende in die 2. Liga auf. Dort absolvierte er 25 Partien für die Döblinger.
Zur Saison 2023/24 wechselte Auer zum viertklassigen ASV Siegendorf.